# Tejet öntő nő (festmény)
A Tejet öntő nő (hollandul: De Melkmeid vagy Het Melkmeisje) Jan Vermeer van Delft holland barokk festő olajfestménye. Jelenleg az amszterdami Rijksmuseumban van kiállítva, és egyesek szerint a múzeum egyik legszebb kiállítási tárgya.
A festmény keletkezésének ideje nem ismert, mint ahogyan Vermeer életéről és művészetéről is csak keveset tudni. A Rijksmuseum becslése szerint 1658 körül készülhetett, a Metropolitan Művészeti Múzeum szerint a keletkezés éve 1657, míg az Essential Vermeer alapján 1658–1661-ben festették.
Vermeer az 1657 után készült festményeiben nagy figyelmet fordított az enteriőrre, azaz a berendezésre, a szobákban elhelyezett tárgyakra, és a fényre. Valószínűsíthető, hogy az akkortájt népszerű optikai eszközt, a camera obscurát is használta, de nem a készülék által kivetített ábrát vitte vászonra, hanem annak működése hatással lehetett rá.

## Fordítás
Ez a szócikk részben vagy egészben  a   Het melkmeisje című holland Wikipédia-szócikk ezen változatának fordításán alapul.  Az eredeti cikk szerkesztőit annak laptörténete sorolja fel. Ez a jelzés csupán a megfogalmazás eredetét és a szerzői jogokat jelzi, nem szolgál a cikkben szereplő információk forrásmegjelöléseként.